# Oncocnemis balteata
Oncocnemis balteata är en fjärilsart som beskrevs av Smith 1902. Oncocnemis balteata ingår i släktet Oncocnemis och familjen nattflyn. Inga underarter finns listade i Catalogue of Life.